# Secret Combination: The Album
Secret Combination: The Album es el cuarto álbum de estudio de la cantante griega Kalomira, lanzado a finales de mayo de 2008 por la discográfica Heaven Music.

## Canciones
1. "Secret Combination" (Combinación Secreta) - 3:03
2. "Sto Diko Mou Rythmo" (A Mi Ritmo) - 3:29
3. "All That I Need" (Todo Lo Que Necesito) - 3:47
4. "Fall To You" (Cayendo Hacia Ti) - 4:41
5. "S'Agapo" (Te Quiero) - 3:14
6. "Kathe Fora" (Cada Vez) - 3:41
7. "Money Ain't The Key" (Feat. Lisa Lee) (El Dinero No Es La Llave) - 4:16
8. "Iparhoun Ores" (Feat. Peter_D From Master Tempo) (Hay Veces) - 3:41
9. "Sto Eipa Hilies Fores" (Te Lo He Dicho Mil Veces) - 3:07
10. "Vradiazi" (Está Oscureciendo) - 3:38
11. "Hot" (Caliente) - 3:10
12. "Secret Combination" (Master Tempo Mix) (Combinación Secreta) - 3:53

## Sencillos
"Secret Combination"
"Secret Combination" fue el primer y único single lanzado al mercado del álbum. Primero fue promocionado por la radio desde el 6 de febrero y posteriormente se puso a la venta el sencillo físico y su versión digital.
La canción es la representante griega para el Festival de la Canción de Eurovisión 2008.
- Datos: Q3311584